# NGC 5991
NGC 5991 (другие обозначения — MCG 4-37-28, ZWG 136.67, NPM1G +24.0388, PGC 55953) — галактика в созвездии Змея.
Этот объект входит в число перечисленных в оригинальной редакции «Нового общего каталога».